# NSB 87 sorozat
Az NSB 87 sorozat egy dízelmotorvonat-sorozat volt. 1941-ben és 1954-ben gyártotta a Strømmen.